# Cordón Piedrabuena
El cordón Piedrabuena es un cordón montañoso casi totalmente cubierto de hielo que emerge en el centro del campo de hielo patagónico sur en el límite entre Argentina y Chile. Forma parte del parque nacional Bernardo O'Higgins en su lado chileno y del parque nacional Los Glaciares en su lado argentino, administrativamente se encuentra en la región de Magallanes y de la Antártica Chilena en su lado chileno y en la provincia de Santa Cruz en el argentino. La primera ascensión fue realizada por Silas Will en 1986. La primera ascensión integral a todas las cumbres del cordón fue realizada en 2014 por Fernando Armani, Luli Gaviña, y Gisela Aguilo. Sin repeticiónes hasta hoy.

## Montañas
Las siguientes montañas forman parte del cordón montañoso:
- Cerro Comandante Piedrabuena
- Cerro Teniente Feilberg
- Cerro Tilman
- Cerro Gemelo
- Cerro Cubo